# Seisyll di Seisyllwg
Seisyll (Caecilius in latino e Cecil in inglese; attorno al 665) è stato il fondatore del Seisyllwg, un regno altomedievale del Galles (nel Regno Unito).
Discendeva da Usai, primogenito di Ceredig, re di Ceredigion, su cui Seisyll regnò nel tardo VII secolo. Invase il Dyfed e conquistò il regno di Ystrad Towi. Nacque così il Seisyllwg.